# Tage Hvejsel Hansen
Tage Hvejsel Hansen (født 10. juli 1930) er en tidligere dansk tandlæge og fodboldspiller.
Tage Hvejsel Hansen spillede højre innerwing i Vejle Boldklub, hvor han debuterede 1954 og opnåede 41 kampe og scorede 19 mål. I 1958 var han med i klubbens hidtil største triumf, da VB vandt både Danmarksmesterskabet og DBU's landspokalturnering. Pokalfinalen blev afgjort, da Tage Hvejsel Hansen bragte Vejle foran med 3-2 i kampens 73. minut; dermed blev Vejle Boldklub den anden klub til at vinde "The Double".